# Sphingiforma
Sphingiforma is een geslacht van vlinders van de familie visstaartjes (Nolidae), uit de onderfamilie Chloephorinae.

## Soorten
- S. pratti Bethune-Baker, 1906